# Alejandro de Mindo
Alejandro de Mindo en Caria fue un escritor de la Grecia antigua, algunos creen que vivió durante el siglo I d. C., pero este dato es incierto. Escribió sobre diversos temas, incluyendo zoología y adivinación. Sus obras, que se han perdido, deben haber sido consideradas muy valiosas en la antigüedad, ya que frecuentemente se encuentran referencias a estas. Algunos fragmentos de su obra se conservan en los textos de varios autores posteriores. 
El título de una de sus obras es: Κτηνῶν Ἱστορία (Una historia de bestias), de la cual, un largo fragmento perteneciente al segundo libro es citado por Ateneo. Este trabajo es probablemente el mismo que en otros pasajes se llama Περὶ Ζώων (Sobre animales), del cual Ateneo cita también el segundo libro. El tratado Περὶ Πτηνῶν (Sobre aves) fue una obra independiente y el segundo libro también es citado por Ateneo. Diógenes Laercio menciona un «Alexon de Mindos» como el autor de una obra sobre mitos del que cita el libro noveno. Alexon no es un autor conocido y el académico francés Gilles Ménage propuso leer «Alejandro» en lugar de «Alexon». Aunque todo es bastante dudoso y la conjetura de Ménage resulta improbable para otros estudiosos. Es posible que las ilustraciones de aves en el Dioscórides de Viena, que parecen basarse en ilustraciones de un tratado anterior diferente y que no se relacionan directamente con lo que ilustran, se deriven de ilustraciones del tratado perdido sobre aves de Alejandro de Mindo.